# Eagle Classic 1989
L'Eagle Classic 1989 è stato un torneo di tennis giocato sul cemento. Si è giocato a Scottsdale negli Stati Uniti. È stata la 4ª edizione del torneo, che fa parte del Nabisco Grand Prix 1989. Il torneo si è giocato dal 6 al 13 marzo 1989.

## Campioni

### Singolare maschile
Ivan Lendl ha battuto in finale  Stefan Edberg con il punteggio di 6–2, 6–3

### Doppio maschile
Rick Leach /  Jim Pugh hanno battuto in finale  Paul Annacone /  Christo van Rensburg con il punteggio di 6–7, 6–3, 6–2, 2–6, 6–4